# Bălușeni
Bălușeni is een Roemeense gemeente in het district Botoșani.
Bălușeni telt 5055 inwoners.